# Carabinier

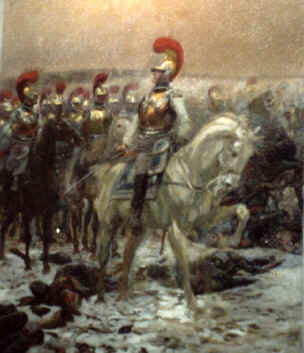
Carabinieri francezi în Rusia, de Édouard Détaille

Un carabinier este un soldat de infanterie sau care face parte din forțele de poliție. Acest termen a fost folosit în epoca modernă și contemporană pentru a desemna mai multe tipuri de soldați sau forțe de poliție, elementul esențial fiind folosirea carabinei.
În perioada napoleoniană, acest termen desemna un tip de soldați călare, înarmați cu săbii, pistoale și carabine sau putea desemna un tip de soldați pedeștri din infanteria ușoară, înarmați cu carabine.
În armata franceză a perioadei napoleoniene, carabinierii reprezentau cavaleria grea care călărea cei mai mari cai din armată. Din 1810, ei au fost dotați cu căști și cuirase din oțel, similare cu acelea ale cuirasierilor, dar de culoare aurie. În plus, abandonând carabinele, ei devin practic cuirasieri, dar își păstrează denumirea inițială.